# Chlerogas cooperi
Chlerogas cooperi is een vliesvleugelig insect uit de familie Halictidae. De wetenschappelijke naam van de soort is voor het eerst geldig gepubliceerd in 2006 door Engel, Oliveira & Smith-Pardo.